# 赤毛のアン (1985年の映画)
『赤毛のアン』（あかげのアン、Anne of Green Gables）は、1985年のカナダ/アメリカ合衆国のドラマテレビ映画。ミーガン・フォローズ、コリーン・デューハースト、リチャード・ファーンズワース出演。L・M・モンゴメリによる『赤毛のアン』が原作である。イラン、イスラエル、ヨーロッパ、日本では劇場公開された。製作国のカナダでは1985年12月1日に前後編に分けてCBCで放送され、アメリカ合衆国では1986年2月17日にPBSでWonderWorksシリーズの一つとして放送された。
日本で1989年に劇場公開されたものは約50分短縮したダイジェスト版で、後に発売のVHSもこのバージョンが収録された。その後「完全版」として短縮部分を追加したバージョンが1994年に公開され、ソフトも再発売された。

## ストーリー
映画冒頭でアン・シャーリーはテニソンの「シャロット姫」（The Lady of Shalott）を朗読する。幼い頃に両親を熱病で亡くし孤児院からハモンド家に引き取られたアンは、血のつながりがないためハモンド夫人に嫌味を言われながらこき使われていた。そんなある日、読書していたアンが昼食を運ぶのが遅れたためハモンド氏は機嫌が悪く部下を怒鳴ってばかりいたが、彼は突然意識を失い死亡してしまう。昼食が遅れたことを詫びるアンだが、彼女のことが気に食わないハモンド夫人は再び孤児院に預けることを決める。夫人に連れられ孤児院に来たアンは、院長から満員で来月まで受け入れられないと伝えられるが、早く預けたい夫人はアンを置いて足早に帰ってしまう。
孤児院で数日過ごしたアンは、院長から引き取り先が決まったことを話され、感激する。翌日引き取り主のマシュー・カスバートがいる町の駅で降りたアンは、プラットホームで彼を待つことにした。マシューが背広を着て外出するのをみた近所のレイチェル・リンドは、彼の妹であるマリラから事情を聞こうとカスバート家を訪れる。するとマリラから、マシューが高齢になり体力が低下したため知り合いから聞かされていた男の子の養子をもらうことに決めたという。駅に着いたマシューは駅長から女の子が待っていることを伝えられるが、男の子の予定だったため戸惑う。そしてアンに本当のことが言えなかったマシューは、彼女を家に連れて行くことにした。
マシューたちが暮らすグリーンゲイブルスに到着する2人だが、マシューが家に女の子を連れて来たのを見たマリラは彼を責める。マリラは悲しそうなアンを思って一晩だけ泊まらせることにし、孤児院に戻すため明日スペンサー夫人に引き渡すことをマシューに話す。しかし彼はアンと暮らしたいと思い、男の子は別に雇えばいいと伝えるがマリラは聞き入れず翌日スペンサー夫人を訪ねる。そこでスペンサー夫人から紹介された孤児を奴隷のように扱うブルウェット夫人を見たマリラは、アンを預けることをやめてマシューと話し合うことにした。
赤毛を冷やかされ、癇癪を爆発させたアンに手を焼くが、ふたりにとってこの少女が自分たちの生活になくてはならない存在になっていく。ある日アンは、親友のダイアナをプリンスエドワード島一と周りから噂されているマリラのスグリ酒で誤って酔っ払わせ、彼女の母親から絶交を命じられるが、やがて喉頭炎にかかったダイアナの妹を看病で助け、許される。アンはギルバートへのほのかな思いを抱き始めるが、互いに競争心を募らせ、やがてふたりはクィーン学院に入学し、恋心を確認する。アンが休暇で島に戻ってきたある日、全財産を預けていた銀行が倒産したという記事を読んでマシューがショック死。一人残されたマリラのために、アンは島に残って教師になるとを告げる。ギルバートが助けることを誓う。ふたりの前には共に進むべき明るい道が広がる。

## キャスト
| 役名                   | 俳優                              | 日本語吹替 | 日本語吹替                           |
| 役名                   | 俳優                              | ソフト版   | フジテレビ版                         |
| ---------------------- | --------------------------------- | ---------- | ------------------------------------ |
| アン・シャーリー       | ミーガン・フォローズ              | 鶴ひろみ   | 藤谷美紀                             |
| マリラ・カスバート     | コリーン・デューハースト          | 麻生美代子 | 麻生美代子                           |
| マシュー・カスバート   | リチャード・ファーンズワース      | 永井一郎   | 千葉耕市                             |
| レイチェル・リンド     | パトリシア・ハミルトン            | 瀬能礼子   | 中西妙子                             |
| ミュリエル・ステイシー | マリリン・ライトストーン          | 武藤礼子   |                                      |
| ダイアナ・バリー       | スカイラー・グラント              | 佐々木優子 | 冨永みーな                           |
| ギルバート・ブライス   | ジョナサン・クロンビー            | 塩屋翼     | 関俊彦                               |
| ジョセフィン           | チャーミオン・キング              | 京田尚子   |                                      |
| アメリア・エヴァンス   | ジャッキー・バロウズ              |            |                                      |
| エリザベス・バリー     | ローズマリー・ラドクリフ          |            |                                      |
| ジョン・サドラー       | ヨアヒム・ハンセン                |            |                                      |
| アラン夫人             | クリスティアーネ・クリューガー    |            |                                      |
| アラン牧師             | セドリック・スミス                | 中江真司   |                                      |
| フィリップス先生       | ポール・ブラウン                  | 江原正士   |                                      |
| ジョジー・パイ         | ミランダ・ドゥ・ペンシエ (英語版) | 富沢美智恵 |                                      |
| スペンサー夫人         | ヴィヴィアン・ライス              | 宗形智子   |                                      |
| ブルウェット夫人       | サマンサ・ランゲヴィン            |            |                                      |
| ハモンド夫人           | ジェイン・イーストウッド          |            |                                      |
| ハモンド氏             | レイ・アイアランド                | 峰恵研     |                                      |
| ブレア医師             | 不明                              | 吉水慶     |                                      |
|                        |                                   |            |                                      |
| 演出                   | N/A                               | 高桑慎一郎 | 壺井正                               |
| 翻訳                   | N/A                               | 入江敦子   | 宇津木道子                           |
| 調整                   | N/A                               |            | 飯塚秀保                             |
| 担当                   | N/A                               |            | 山形淳二                             |
| 解説                   | N/A                               |            | 高島忠夫                             |
| 製作                   | N/A                               |            | グロービジョン                       |
| 初回放送               | N/A                               |            | 1990年8月25日 『ゴールデン洋画劇場』 |

- ソフト版：VHS、完全版VHS、旧DVD収録（バップ発売のBlu-ray-BOXとDVD-BOXには未収録）

### 世界名作劇場アニメ版と重なるキャスト
- レイチェル・リンド夫人 - 麻生美代子（本作ではマリラ・カスバート役の日本語吹き替え）
- ブルエット夫人 - 京田尚子（本作ではジョセフィン・バリー役の日本語吹き替え）
- バリー夫人 - 武藤礼子（本作ではミュリエル・ステイシー役の日本語吹き替え）
- ムーディ・スパージョン・マクファーソン - 塩屋翼（本作ではギルバート・ブライス役の日本語吹き替え）

## スタッフ
- 監督：ケヴィン・サリヴァン（英語版）
- 脚本：ケヴィン・サリヴァン、ジョー・ワイゼンフェルド
- 原作：L・M・モンゴメリ 『赤毛のアン』
- 製作：イアン・マクドゥガル（英語版）、ケヴィン・サリヴァン
- 撮影監督：ルネ・オオハシ
- 編集：ジェームズ・ラハティ、マイリン・ウィルキンソン
- 衣裳デザイン：マーサ・マン
- 音楽：ヘイグッド・ハーディ
- 日本語字幕：細川直子

## 受賞
- ジェミニ賞

作品賞（ドラマミニシリーズ部門）
主演女優賞（ドラマ/ミニシリーズ部門） - ミーガン・フォローズ
助演男優賞 - リチャード・ファーンズワース
助演女優賞 - コリーン・デューハースト
脚本賞（テレビ脚色部門）- ケヴィン・サリヴァン、ジョー・ワイゼンフェルド
作曲賞 - ヘイグッド・ハーディ
衣装賞 - マーサ・マン
撮影賞 - ルネ・オオハシ
美術賞 - キャロル・スピアー
最も人気のある番組賞

## 続編・スピンオフ
本作を含む三部作として2作のテレビ映画が製作された。1987年に続編『続・赤毛のアン/アンの青春』が放送され、日本ではダイジェスト版が1990年に劇場公開、完全版『赤毛のアン/アンの青春』が1998年に劇場公開された。さらに2000年に最終作『赤毛のアン/アンの結婚』が放送され、日本ではダイジェスト版が2002年に劇場公開、完全版が2011年にソフト化された。
1989年から1996年にかけてモンゴメリ作の小説のキャラクターが登場するサラ・ポーリー主演のスピンオフテレビシリーズ『アボンリーへの道』が放送され、赤毛のアンからはギルバート・ブライス、マリラ・カスバートなどが登場している。